# Будаку-де-Сус
Будаку-де-Сус (рум. Budacu de Sus) — село у повіті Бистриця-Несеуд в Румунії. Входить до складу комуни Думітріца.
Село розташоване на відстані 312 км на північ від Бухареста, 14 км на південний схід від Бистриці, 86 км на схід від Клуж-Напоки.

## Населення
За даними перепису населення 2002 року у селі проживали 1679 осіб. Усі жителі села рідною мовою назвали румунську.
Національний склад населення села:
| Національність | Кількість осіб | Відсоток |
| -------------- | -------------- | -------- |
| румуни         | 1636           | 97,4%    |
| цигани         | 43             | 2,6%     |